# Kriptobiózis
A kriptobiózis az élőlények olyan állapota, amikor a környezeti körülményeik szélsőségessé válása következtében az életjelenségeik megszűnnek és a sejtszintű anyagcseréjük leáll. Többféle mostoha változást képesek ezzel akár hosszú ideig túlélni, mint például a kiszáradást, a megfagyást, a felhevülést, vagy az oxigénhiányt. Amikor a környezeti viszonyok normalizálódnak, az élőlény kriptobiózis előtti életjelei visszatérnek. A kriptobiózisra az élőlények szűk köre képes. Gyakran a kültakaró megvastagodásával és nagyfokú vízvesztéssel (betokozódással) jár. Vannak, akik a kvieszcencia nevű nyugalmi állapothoz sorolják. 
A kriptobiózis jellemzően alacsonyabb rendű szervezetek (egysejtűek, fonálférgek) alkalmazkodási stratégiája. Sok-sok évig is eltarthat. Az Anquina tritici fonálféreg második stádiumú juvenilje például három évtizedet is életben marad a búzaszemben. A fagyott állapotot, vagyis a kriobiózist tekintve a leghosszabb túlélt időszak eddigi tudásunk szerint több tízezer év.

## Ismert példák
A kriptobiózis egyik legismertebb példája a sórák, az Artemia salina. A botswanai Makgadikgadi sósivatag sórákjai túlélik a száraz évszakot, amikor a víz eltűnik és csak egy kiszáradt tómeder marad.
Szintén sokat tanulmányozott és jól ismert példa a medveállatka., azért is, mert a kriptobiózis mind az öt fajtáját megfigyelték rajta. Kriptobiotikus állapotban a medveállatka anyagcseréje a normális szint kevesebb, mint 0,01%-a alá csökkenhet, a víztartalma pedig az alapállapot 1%-ára. Kriptobiotikus állapotban átvészeli a szélsőséges hőmérsékleti, sugárzási és nyomásváltozásokat is. 
Egyes fonálférgek és kerekesférgek szintén képesek a kriptobiózisra.
A rovarok között a kriptobiózisra az árvaszúnyogok között találunk példát. A Polypedilum vanderplanki (Dipt., Chironomidae) trópusi pocsolyákban élő lárvái 7-10 évig is túlélik a testük nedvességtartalmának 92%-os elvesztését és a nagy forróságot (Hinton 1960).

## A kriptobiózis formái

### Anhidrobiózis
Az anhidrobiózist a kiszáradás váltja ki. A kriptobiózis legtöbbet tanulmányozott változata. A görög szó jelentése "élet víz nélkül". Az anhidrobiózisra képes állatok a legtöbb esetben gerinctelenek, mint a Bdelloidea osztályú kerekesférgek, a medveállatkák, a sórákok, a fonálférgek, és a rovarok legalább egy családja, az árvaszúnyogok (Chironomidae). De léteznek más élőlények is, amelyek túlélik a kiszáradást, mint a feltámadó növények (például a Craterostigma plantagineum), a legtöbb növénymag, és sok mikroorganizmus, mint a sütőélesztő. Egyes anhidrobiotikus organizmusok évtizedekig, sőt évszázadokig is túlélhetik a kiszáradást.
Az anhidrobiózisba merülő gerinctelenek gyakran összezsugorodnak és közülük egyesek egy trehalóz nevű, nagy vízvisszatartó képességű cukrot termelnek. Egy másik cukor, a szacharóz is segíti a kiszáradás okozta károk elleni védekezést. Egyes élőlényekben, mint a bdelloid kerekesférgekben nem találták nyomát trehalóznak, ezért feltételezik, hogy az anhidrobiózisnak vannak más mechanizmusai is, amelyekben szerepet játszhatnak a rendezetlen fehérjék (intrinsically disordered proteins, vagy IDP).
2011-ben a tudósok bemutatták, ahogy a Caenorhabditis elegans, az egyik legtöbbet tanulmányozott fonálféreg, a tartós lárva (die dauer) alakból anhidrobiózisba merül. A további, genetikai és biokémiai eszközöket is felhasználó vizsgálat feltárta, hogy a trehalóz bioszintézise mellett a molekuláris szinten még több más folyamat is részt vette az anhidrobiotikus állapot létrehozásában. Ezek többnyire védekező mechanizmusok a reaktív oxigénszármazékok (ROS) és a xenobiotikumok ellen, hősokkfehérjék, rendezetlen fehérjék formájában, illetve többszörösen telítetlen zsírsavak és poliaminok bioszintézise. Ezeknek egy része csak az anhidrobiózisra képes növényekre és állatokra jellemző, ami arra utal, hogy az anhidrobiózist bizonyos közös mechanizmusok teszik lehetővé, amelyeknek megértése esetleg lehetővé teheti az alkalmazásukat nem anhidrobiotikus szervezetek számára is. 
2004-ben ezen alapuló eljárást fel is használtak vakcinákra. Az így létrehozott „száraz vakcína” csak akkor aktiválódik, ha a szervezetbe kerül. Elméletileg az eljárás bármilyen vakcínára alkalmazható. A segítségével nincs szükség a vakcínák lefagyasztására, és így könnyebbé válik azoknak a területeknek az ellátása, ahol rosszak a körülmények a fagyasztással történő tároláshoz.

### Ozmobiózis
Az ozmobiózist akár a műtrágyázás is kiválthatja, például a Heterodera, a Meloidogyne és a Globodera fajok esetében.

### Anoxiobiózis
Az anoxibiózist oxigénhiány okozza. Ilyen helyzetben sok kriptobionta (mint például az M. tardigradum) vizet vesz fel, megduzzad és mozdulatlanná válik, de hosszú ideig képes tovább élni. Az Aphelenchus ritzemabosi fonálféreg például akár 30 napig is kibírja oxigén nélkül, de bizonyos élőlények számára az oxigénhiány ennél sokkal hosszabb ideig is túlélhető. Bár a vizsgált adatok egy része nem ellentmondások nélküli, a konszenzus szerint bizonyos ektoterm gerincesek és gerinctelenek, mint a sórák (Clegg et al. 1999), az evezőlábú rákok (Marcus et al., 1994), fonálférgek (Crowe and Cooper, 1971) és szivacs gemmulák (Reiswig and Miller, 1998) képesek hónapokig, vagy akár évtizedekig túlélni oxigénhiányos viszonyok közt, inaktív állapotban.
Az anoxia állapotában ilyen élőlényeken végzett kutatások jórészt eredménytelenk voltak, elsősorban azért, mert rendkívül nehéz megbízhatóan megmérni, hogy az anyagcsere kriptobiotikus állapotba került, vagy csak a rendkívül alacsony szintre csökkenéséről van szó. Emiatt vannak összehasonlító biológusok, akik nem is fogadják el az anoxibiózist a természetes módon előforduló kriptobiózis egy formájának. Az egyik leggyakrabban vizsgált kriptobionta, amely legalábbis nagyon közel jut an anoxibiotikus állapothoz, az Artemia franciscana sórák. Újabb adatok szerint az Artemia franciscana embriói egy rendkívül specializált és lassú guanin polinukleotid folyamaton keresztül oxigénhiányos környezetben is kap metabolikus energiát.

### Kriobiózis
A kriobiózis okozója a szélsőséges hideg. A D. dipsaci negyedik stádiumú juvenilje 4 hónapig viseli el a –150 °C-ot. 2018-ban orosz és amerikai kutatók az orosz tajga örökfagy talajában talált 32-42 ezer éves orsógilisztákat keltettek életre. Kriobiózisra képesek a Nephropidae családhoz tartozó rákok is.

### Termobiózis
A termobiózist a meleg idézi elő. A Meloidogyne javanica fonálféreg faj tojásai 10 percig 46 °C-ot is elviselnek, majd nyugvó állapotba kerülnek.

## Olvasmányok
- (2001) „Cryptobiosis — a peculiar state of biological organization”. Comparative Biochemistry and Physiology B 128 (4), 613–624. o. DOI:10.1016/S1096-4959(01)00300-1.
- David A. Wharton, Life at the Limits: Organisms in Extreme Environments, Cambridge University Press, 2002, hardcover, ISBN 0-521-78212-0
- Illinois Wesleyan University Tardigrade Facts

## Fordítás
Ez a szócikk részben vagy egészben  a   Cryptobiosis című angol Wikipédia-szócikk ezen változatának fordításán alapul.  Az eredeti cikk szerkesztőit annak laptörténete sorolja fel. Ez a jelzés csupán a megfogalmazás eredetét és a szerzői jogokat jelzi, nem szolgál a cikkben szereplő információk forrásmegjelöléseként.